# N-esqueleto

Este grafo hipercubo é o 1-esqueleto do tesserato.

Em matemática, particularmente em topologia algébrica, o n-esqueleto de um espaço topológico X apresentado como um complexo simplicial (resp. CW-complexo) se refere ao subespaço topológico Xn que é a união dos simplexos de  X (resp. células de X) de dimensões m ≤ n. Em outras palavras, dada uma definição indutiva de um complexo, o n-esqueleto é obtido parando-se no enésimo passo.
Estes subespaços aumentam com n. O 0-esqueleto é um espaço discreto, e o 1-esqueleto um grafo topológico. Os esqueletos de um espaço são usados na teoria da obstrução, para construir sequências espectrais por meio de filtrações, e, geralmente, para fazer argumentos indutivos. Eles são particularmente importantes quando X tem dimensão infinita, no sentido de que o Xn não se torne constante como n → ∞.

## Em geometria
Em geometria, um k-esqueleto de n-polítopo P (funcionalmente representado como skel
k(P)) consiste de todos os elementos i-polítopos de dimensão até k.
Por exemplo:
skel0(cube) = 8 vértices
skel1(cube) = 8 vértices, 12 arestas
skel2(cube) = 8 vértices, 12 arestas, 6 faces quadradas